# Vérvörös bibircsgomba
A vérvörös bibircsgomba (Dialonectria episphaeria) a Nectriaceae családba tartozó, Eurázsiában, Észak-Amerikában és Ausztráliában honos, maggombák pusztuló termőtestén élő, nem ehető gombafaj. 

## Megjelenése
A vérvörös bibircsgomba termőteste 0,15-0,3 mm átmérőjű, gömb alakú vagy tojásdad, kis szemölcsös nyílással a tetején. Színe vörös vagy narancsvörös, kissé áttetsző. Felszíne sima. Idősen vagy kiszáradva narancsos-zöldesre fakul, és oldalról ellaposodik.
Húsa vörös, vörösbarna, szaga nem jellegzetes.
Spórapora barna. Aszkusza 50-80 x 5-7 µm hosszú, nyolcspórás. Spórája megnyúlt ellipszoid vagy orsó alakú, 1 szeptummal, áttetsző, megérve barna színű lesz és a spóra fala finoman szemölcsössé válik; mérete 7-11 x 3,5-5 µm.

### Hasonló fajok
Csak mikroszkóppal, spórája alapján lehet megkülönböztetni tőle a Cosmospora magnuisianá-t és a Cosmospora flavoviridis-t, amelyek spórája nagyobb és más gombák termőtestén nőnek. 

## Elterjedése és termőhelye
Eurázsiában, Észak-Amerikában és Ausztráliában honos. 
Lomberdőkben, kertekben a maggombák (Pyrenomycetes rend ) egyes fajainak (mint Diatrype stigma, Diatrypella favacea, Hypoxylon fragiforme, Lasiosphaeria spermoides, Chaetosphaerella phaeostroma) elhalt termőtestén él. Termőteste egész évben előfordulhat, de főleg márciustól májusig gyakori.

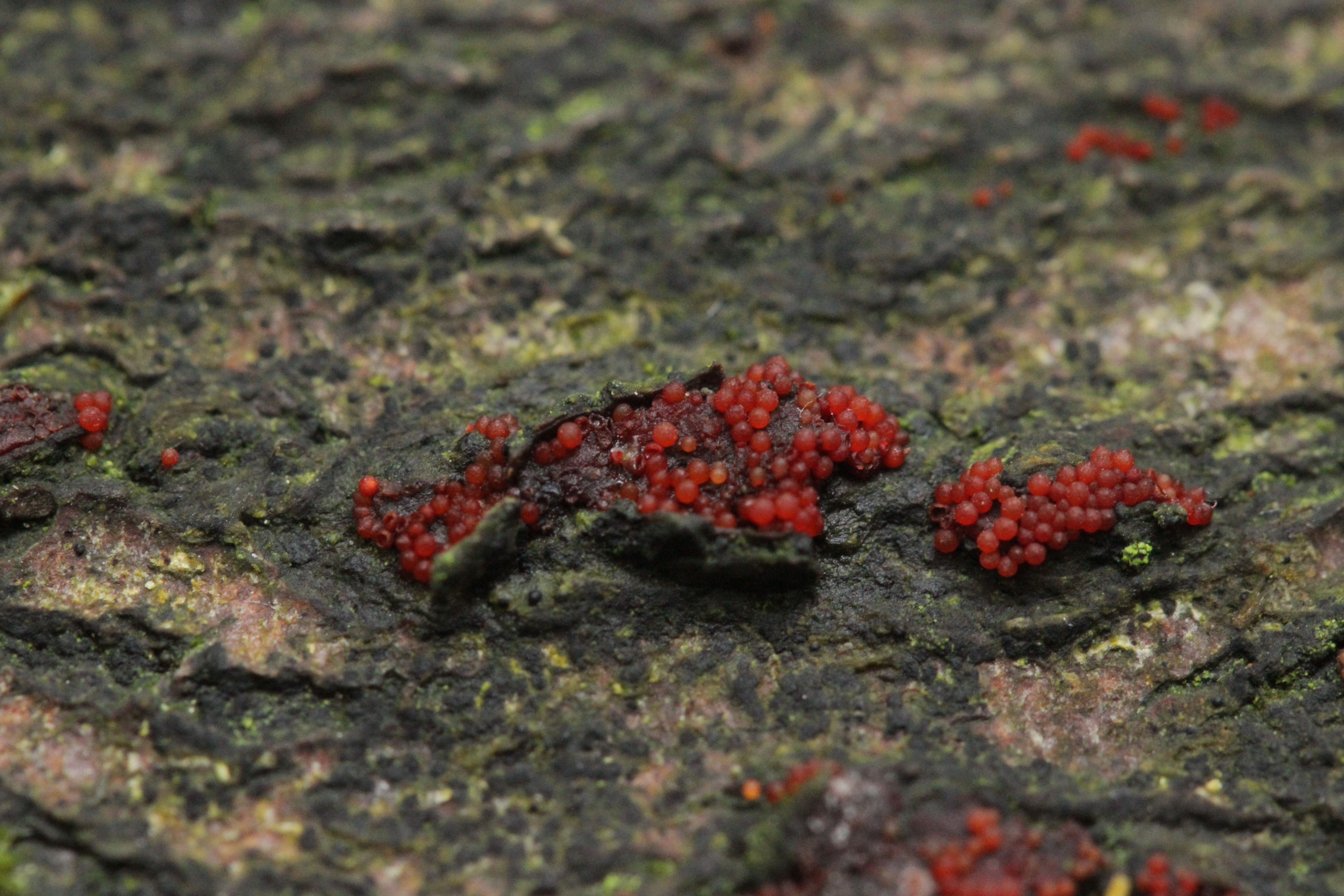
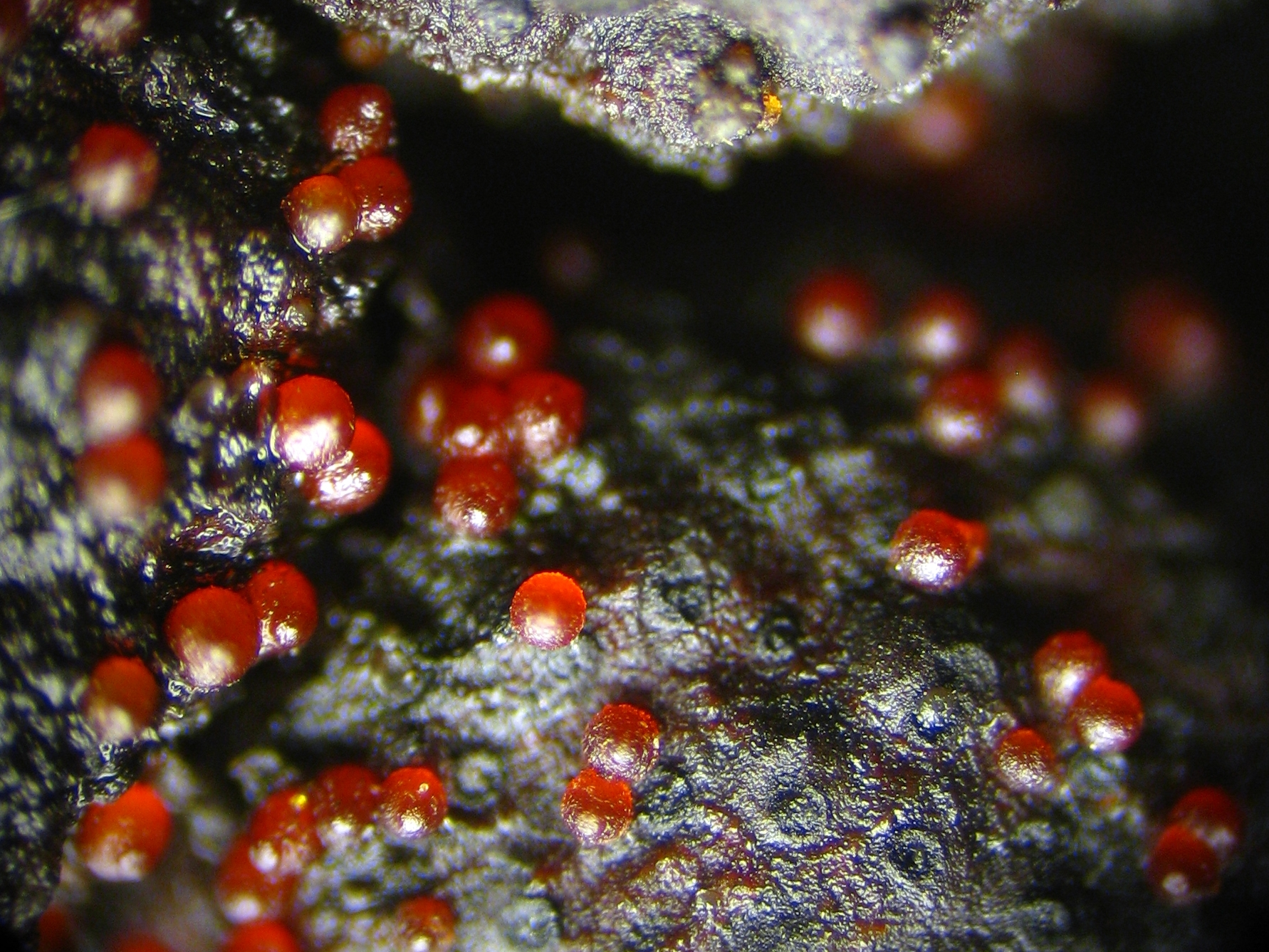
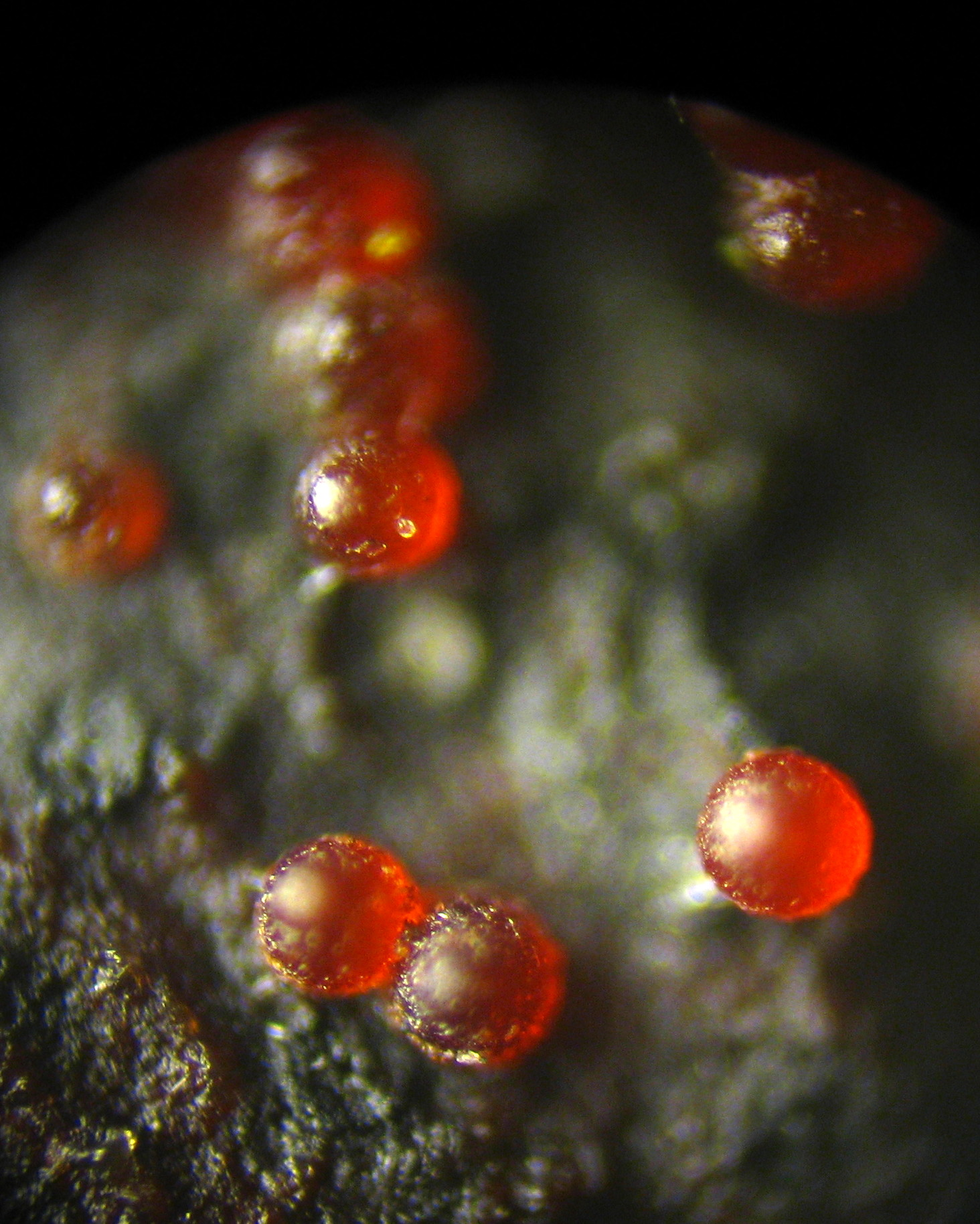
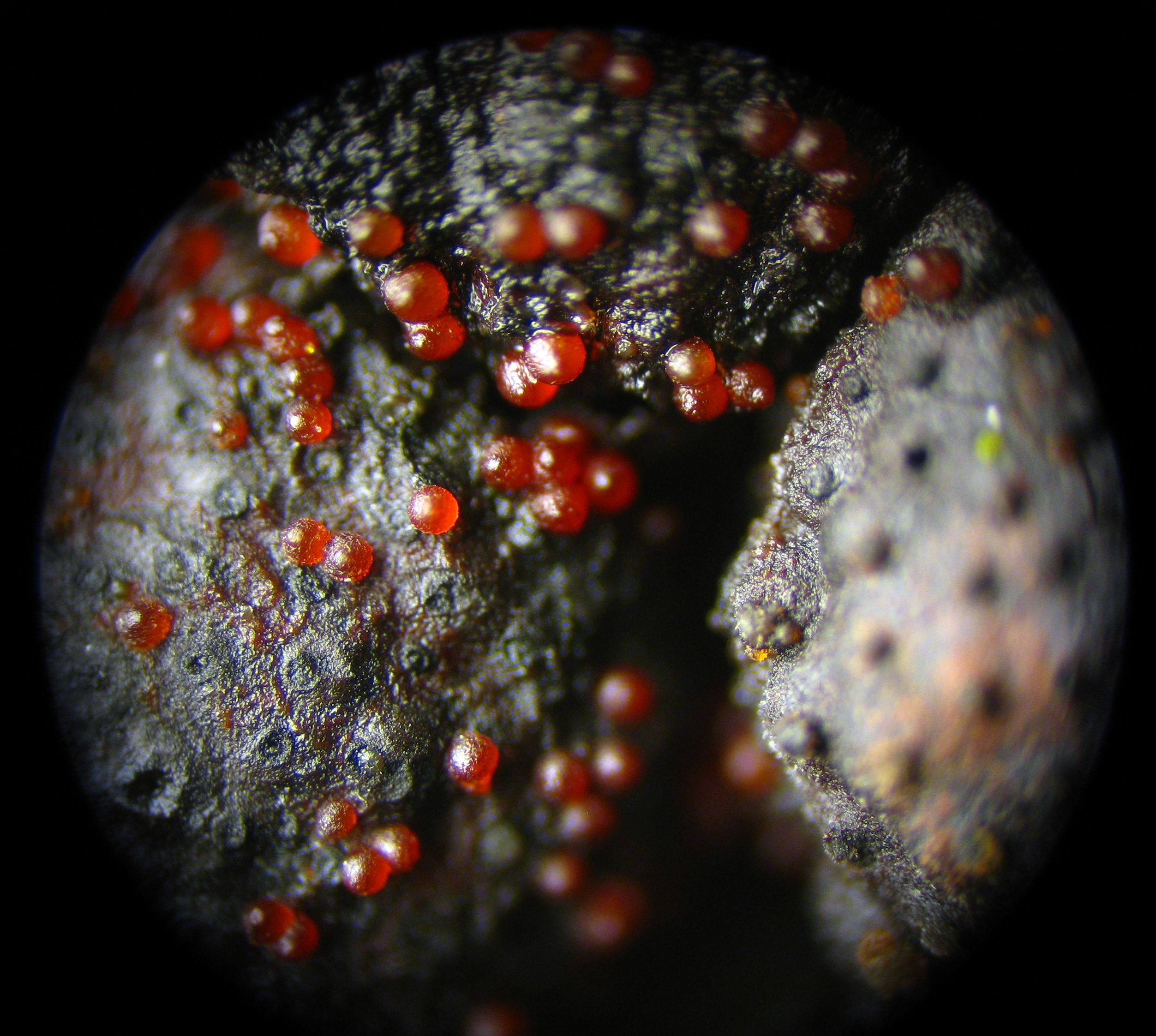

Nem ehető.    